# (8442) Ostralegus
(8442) Ostralegus est un astéroïde de la ceinture principale.

## Description
(8442) Ostralegus est un astéroïde de la ceinture principale. Il fut découvert le 16 octobre 1977 à l'observatoire Palomar par Cornelis Johannes van Houten, Ingrid van Houten-Groeneveld et Tom Gehrels. Il présente une orbite caractérisée par un demi-grand axe de 2,37 UA, une excentricité de 0,15 et une inclinaison de 4,8° par rapport à l'écliptique.

## Compléments